# Keiji Shibazaki
Keiji Shibazaki (柴崎 恵次 Shibazaki Keiji?,  9 de abril de 1894–20 de noviembre de 1943) fue un contraalmirante de la Armada Imperial Japonesa, más conocido por su papel como comandante de la guarnición japonesa de la isla de Betio, durante la Batalla de Tarawa, uno de los acontecimientos claves del frente del Pacífico.

## Inicios
Shibazaki, natural de la prefectura de Hyogo, se graduó en la 43.ª promoción de la Academia Naval Imperial Japonesa, en 1915, en el 26.º puesto de un total de 95 cadetes. Sirvió como Kaigun Shōi Kōhōsei (Guardiamarina) en el crucero Azuma y en el acorazado Settsu.Entre 1919 y 1920, Shibazaki se graduó en los cursos básicos de torpedos y artillería. Como Kaigun Shōi (Alférez de Fragata), estuvo destinado en el acorazado Satsuma y en el crucero Yakumo, y más adelante, ya como Chūi (Alférez de Navío), sirvió en el crucero Chikuma, en el destructor Kaba, y en el acorazado Yamashiro.
Tras ascender a Kaigun Taii (Teniente de Navío), se graduó en la Academia Naval de navegación, en 1921, siendo destinado como navegador jefe al destructor Tachikaze, al petrolero Kamoi y al buque auxiliar Musashi. En 1927, ya como Kaigun Shōsa (Capitán de Corbeta), fue destinado como Ayudante de campo del Príncipe Kuni Asaakira, desde 1932 a 1933.  En 1936 recibiría su primer mando, la patrullera Ataka. Ascendido a Kaigun Taisa Capitán de Navío en 1937, sería asignado al 2.º Distrito Naval (Kure) y desde entonces serviría en diversos puestos de estado mayor, principalmente en Kure y Shanghái, donde en 1941 sería ascendido a Jefe del Estado Mayor de las SNLF de Shanghái (Fuerzas Especiales de Desembarco de la Armada), con un cargo adicional de Jefe del Estado Mayor de la Shanghai Area Base Force.

## Tarawa
Tras recibir el rango de Kaigun Shōshō Contraalmirante el 1 de mayo de 1943, y un breve paso como personal en el cuartel general de la 4.ª Flota, en Truk, sería designado como comandante de la 38th Special Base Force, y el 19 de julio de 1943, comandante de la 3rd Special Base Force, la guarnición de la isla de Betio, en Tarawa. La guarnición estaba formada por 1.059 hombres de la 3rd Special Base Force (antiguamente el 6th Yokosuka SNLF), 1.520 marineros del 7th Sasebo SNLF y 1026 trabajadores de la 111.ª Unidad de construcción (en su mayoría coreanos), junto a un pequeño destacamento de 865 hombres del Destacamento Tarawa de la 4.ª Unidad naval de construcción y un muy reducido 755.º Grupo Aéreo Naval, al mando del Capitán de Fragata Kaoru, que contaban con la 752.º Unidad Aérea del Servicio Aéreo Naval.
Nada más hacerse cargo de la guarnición de la isla, y pese a saber que se encontraban aislados y virtualmente abandonados por la 4.ª Flota ante una más que segura invasión aliada, decidió introducir una nueva programa que hiciese hincapié en la disciplina militar y en el entrenamiento. Tras un periodo agotador de cuatro meses de intensiva preparación, para cuando los primeros marines desembarcaron, la guarnición había sido mejorada de manera notable, y se encontraba preparado tanto táctica como psicológicamente para aguantar hasta el último hombre.
Shibazaki era un veterano de los desembarcos anfibios en China durante finales de los años 30, y era consciente de las dificultades que conllevaba enfrentarse a una fuerza de desembarco anfibias. Mandó construir y reforzar defensas por todo el perímetro de la isla, con el objetivo de defender el aeródromo, de gran importancia estratégica, y quedó tan satisfecho con el resultado y el esfuerzo de sus hombres que dejó una de las citas más famosas de la Guerra del Pacífico:

-"Los americanos necesitarán un millón de hombres y cien años para tomar esta isla."-
Contraalmirante Shibasaki Keiji

Si bien es cierto que esta declaración peca de excesivamente optimista y poética, muy del estilo de la armada japonesa, Shibasaki no erraba en confiar en sus defensas, y sin duda, ni el más pesimista de los norteamericanos podía esperar la terrible sangría que un reducido destacamento de marineros japoneses infligiría a sus marines en un periodo de tiempo y espacio tan reducido. Shibasaki dirigió los primeros momentos de la defensa desde un impresionante búnker de hormigón cerca del muelle. En un acto de generosidad y compasión inusual en la marina japonesa, se cree que Shibasaki cedió su puesto de mando como hospital de campaña, algo que a la postre resultaría fatal para los intereses nipones. Aunque no se sabe con exactitud, la teoría más aceptada del destino de Shibasaki es que falleció junto a todo su estado mayor sobre la tarde del 20 de noviembre, el primer día de combate, al ser alcanzados por fuego de artillería naval mientras se dirigía a un puesto de mando provisional más alejado de las playas. Aunque la resistencia continuó siendo feroz, la pérdida de todo el grupo de mando de un solo golpe acabaría resultando decisivo, sobre todo teniendo en cuenta que un comandante tan capacitado como Shibasaki hubiese ordenado casi con toda seguridad un contraataque nocturno (algo repetido hasta la saciedad por las fuerzas japonesas) contra las playas durante la primera noche, cuando las fuerzas de los marines que habían tomado las playas se encontraban todavía bajo mínimos y muy dispersas.
Shibasaki fue ascendido póstumamente a Kaigun Chūjō (Vicealmirante).